# Micreubrianax flabellicornis
Micreubrianax flabellicornis là một loài bọ cánh cứng trong họ Psephenidae. Loài này được Pic miêu tả khoa học đầu tiên năm 1922.